# Piotr Pawlenko
Piotr Andriejewicz Pawlenko (ros. Пётр Андреевич Павленко, ur. 29 czerwca?/11 lipca 1899 w Petersburgu, zm. 16 czerwca 1951 w Moskwie) – radziecki pisarz i scenarzysta filmowy.

## Życiorys
Dzieciństwo i młodość spędził w Tbilisi. W 1920 ukończył technikum w Baku i został członkiem RKP(b), był funkcjonariuszem partyjnym w Armii Czerwonej i organizacjach partyjnych Zakaukazia, 1924-1927 pracował w przedstawicielstwie handlowym ZSRR w Turcji. Publikował reportaże i opowiadania na temat krajów Wschodu (zbiór opowiadań Azjatskije Rasskazy 1929, Stambuł i Turcja 1930). Na początku lat 30. podróżował po wschodnich rejonach ZSRR, w 1931 wydał powieść Pustynia, a w 1932 księgę reportaży Turkmenistan. Jednocześnie w 1932 opublikował powieść Barrikady (o Komunie Paryskiej), a w latach 1936-1937 powieść Na Wostokie, przedstawiającą alternatywną historię zwycięstwa ZSRR pod wodzą Stalina na Dalekim Wschodzie. W 1938 był współautorem scenariusza filmu Aleksander Newski, w 1940 współautorem scenariusza filmu Jakow Swierdłow (wraz z Borisem Lewinem). Był korespondentem wojennym gazet „Prawda” i „Krasnaja Zwiezda” podczas wojny z Finlandią 1939-1940 i wojny z Niemcami 1941-1945. W 1947 wydał powieść Szczęście (wyd. pol. Spółdzielnia Wydawnicza „Współpraca” 1949), w 1949 powieść Stepowe Słońce (wyd. pol. 1952) i zbiór Amerikanskije wpieczatlenija, w 1951 zbiór Mołodaja Giermanija oraz Italianskije wpieczatlenija, a w 1952 powieść Trużeniki Mira. W latach 1949–1951 był sekretarzem Krymskiej Organizacji Związku Pisarzy ZSRR, założył i redagował almanach Krym, w którym występował z dogmatycznymi stwierdzeniami. W 1950 został deputowanym do Rady Najwyższej ZSRR. Czterokrotnie otrzymał Nagrodę Stalinowską (1941, 1947, 1948 i 1950). Był odznaczony Orderem Lenina, Orderem Czerwonego Sztandaru, Orderem Czerwonej Gwiazdy oraz Medalem „Za obronę Moskwy”.

## Wybrane scenariusze filmowe
- 1938: Aleksander Newski
- 1940: Bojownik wolności
- 1946: Przysięga
- 1949: Upadek Berlina